# Oligonychus mitis
Oligonychus mitis är en spindeldjursart som beskrevs av Beglyarov och P. Mitrofanov 1973. Oligonychus mitis ingår i släktet Oligonychus och familjen Tetranychidae. Inga underarter finns listade i Catalogue of Life.